# Grzmiączka
Grzmiączka [ˈɡʐmjɔnt͡ʂka] (German Gramenzer Busch)  là một khu định cư ở khu hành chính của Gmina Grzmiąca, thuộc hạt Szczecinek, West Pomeranian Voivodeship, phía tây bắc Ba Lan. Nó nằm khoảng 17 kilômét (11 mi) về phía tây bắc của Szczecinek và 136 km (85 mi) phía đông thủ đô khu vực, Szczecin.
Trước năm 1945, khu vực này là một phần của Đức. Đối với lịch sử của khu vực, xem Lịch sử của Pomerania.